# Élections locales écossaises de 2017
Les élections locales écossaises de 2017 se déroulent le 4 mai 2017.

## Répartition des sièges avant l'élection
| Partis | Partis              | Total des sièges | Total des sièges |
| Partis | Partis              | Sièges en 2012   | Sièges en 2017   |
| ------ | ------------------- | ---------------- | ---------------- |
|        | SNP                 | 425 / 1223       | 438 / 1227       |
|        | Travailliste        | 394 / 1223       | 395 / 1227       |
|        | Indépendants        | 196 / 1223       | 198 / 1227       |
|        | Conservateur        | 115 / 1223       | 112 / 1227       |
|        | Libéraux-démocrates | 71 / 1223        | 70 / 1227        |
|        | Vert                | 14 / 1223        | 14 / 1227        |
|        | Autres              | 8 / 1223         | 0 / 1227         |
| Total  | Total               | 1223 / 1223      | 1227 / 1227      |

## Sondages
| Date                      | Institut          | SNP    | Trav.  | Con.   | LibDem | Green | UKIP  | Autres | Avance |
| ------------------------- | ----------------- | ------ | ------ | ------ | ------ | ----- | ----- | ------ | ------ |
| Date                      | Institut          |        |        |        |        |       |       |        | Avance |
| 24 février-6 mars 2017    | Ipsos Mori        | 46 %   | 17 %   | 19 %   | 6 %    | 8 %   | 3 %   | < 1 %  | 27 %   |
| 7 février-13 février 2017 | Panelbase         | 47 %   | 14 %   | 26 %   | 5 %    | 4 %   | 3 %   | < 1 %  | 21 %   |
| 3 mai 2012                | Résultats en 2012 | 32,3 % | 31,4 % | 13,3 % | 6,6 %  | 2,3 % | 0,3 % | 13,8 % | 0,9 %  |

## Résultats
| Partis | Partis              | Voix      | Voix   | Voix       | Total des sièges | Total des sièges | Total des sièges |
| Partis | Partis              | Votes     | %      | +/−        | Sièges           | +/−              | %                |
| ------ | ------------------- | --------- | ------ | ---------- | ---------------- | ---------------- | ---------------- |
|        | SNP                 | 610 454   | 32,3   | stagnation | 431 / 1227       | 6                | 35,13            |
|        | Conservateur        | 478 073   | 25,3   | 12,0       | 276 / 1227       | 161              | 22,49            |
|        | Travailliste        | 380 957   | 20,2   | 11,4       | 262 / 1227       | 132              | 21,35            |
|        | Indépendants        | 199 261   | 10,5   | 1,3        | 172 / 1227       | 24               | 14,02            |
|        | Libéraux-démocrates | 128 821   | 6,8    | 0,2        | 67 / 1227        | 4                | 5,45             |
|        | Vert                | 77 682    | 4,1    | 1,8        | 19 / 1227        | 5                | 1,55             |
| Autres | Autres              | 14 410    | 0,8    |            | 4 / 1227         | 4                | 0,33             |
| Total  | Total               | 1 889 658 | 100,00 | stagnation | 1227 / 1227      | stagnation       | 100,00           |

### Majorité dans les conseils

Résultats.

| Conseil               | Majorité sortante | Majorité sortante | Majorité élue | Majorité élue | Lien      |
| --------------------- | ----------------- | ----------------- | ------------- | ------------- | --------- |
| Aberdeen City         |                   | Sans majorité     |               | Sans majorité | Résultats |
| Aberdeenshire         |                   | Sans majorité     |               | Sans majorité | Résultats |
| Angus                 |                   | SNP               |               | Sans majorité | Résultats |
| Argyll and Bute       |                   | Sans majorité     |               | Sans majorité | Résultats |
| Clackmannanshire      |                   | Sans majorité     |               | Sans majorité | Résultats |
| Dumfries and Galloway |                   | Sans majorité     |               | Sans majorité | Résultats |
| Dundee City           |                   | SNP               |               | Sans majorité | Résultats |
| East Ayrshire         |                   | Sans majorité     |               | Sans majorité | Résultats |
| East Dunbartonshire   |                   | Sans majorité     |               | Sans majorité | Résultats |
| East Lothian          |                   | Sans majorité     |               | Sans majorité | Résultats |
| East Renfrewshire     |                   | Sans majorité     |               | Sans majorité | Résultats |
| City of Edinburgh     |                   | Sans majorité     |               | Sans majorité | Résultats |
| Falkirk               |                   | Sans majorité     |               | Sans majorité | Résultats |
| Fife                  |                   | Sans majorité     |               | Sans majorité | Résultats |
| Glasgow City          |                   | Travailliste      |               | Sans majorité | Résultats |
| Highland              |                   | Sans majorité     |               | Sans majorité | Résultats |
| Inverclyde            |                   | Sans majorité     |               | Sans majorité | Résultats |
| Midlothian            |                   | Sans majorité     |               | Sans majorité | Résultats |
| Moray                 |                   | Sans majorité     |               | Sans majorité | Résultats |
| Na h-Eileanan Siar    |                   | Indépendant       |               | Indépendant   | Résultats |
| North Ayrshire        |                   | Sans majorité     |               | Sans majorité | Résultats |
| North Lanarkshire     |                   | Travailliste      |               | Sans majorité | Résultats |
| Orkney                |                   | Indépendant       |               | Indépendant   | Résultats |
| Perth and Kinross     |                   | Sans majorité     |               | Sans majorité | Résultats |
| Renfrewshire          |                   | Travailliste      |               | Sans majorité | Résultats |
| Scottish Borders      |                   | Sans majorité     |               | Sans majorité | Résultats |
| Shetland              |                   | Indépendant       |               | Indépendant   | Résultats |
| South Ayrshire        |                   | Sans majorité     |               | Sans majorité | Résultats |
| South Lanarkshire     |                   | Sans majorité     |               | Sans majorité | Résultats |
| Stirling              |                   | Sans majorité     |               | Sans majorité | Résultats |
| West Dunbartonshire   |                   | Travailliste      |               | Sans majorité | Résultats |
| West Lothian          |                   | Sans majorité     |               | Sans majorité | Résultats |

### Majorité dans les conseils depuis 1995
| Conseil               | Majorité (1995) | Majorité (1995) | Majorité (1999) | Majorité (1999) | Majorité (2003) | Majorité (2003) | Majorité (2007) | Majorité (2007) | Majorité (2012) | Majorité (2012) |
| --------------------- | --------------- | --------------- | --------------- | --------------- | --------------- | --------------- | --------------- | --------------- | --------------- | --------------- |
| Aberdeen City         |                 | Travailliste    |                 | Travailliste    |                 | Sans majorité   |                 | Sans majorité   |                 | Sans majorité   |
| Aberdeenshire         |                 | Sans majorité   |                 | Sans majorité   |                 | Sans majorité   |                 | Sans majorité   |                 | Sans majorité   |
| Angus                 |                 | SNP             |                 | SNP             |                 | SNP             |                 | Sans majorité   |                 | SNP             |
| Argyll and Bute       |                 | Indépendant     |                 | Indépendant     |                 | Indépendant     |                 | Sans majorité   |                 | Sans majorité   |
| Clackmannanshire      |                 | Travailliste    |                 | Sans majorité   |                 | Travailliste    |                 | Sans majorité   |                 | Sans majorité   |
| Dumfries and Galloway |                 | Travailliste    |                 | Travailliste    |                 | Sans majorité   |                 | Sans majorité   |                 | Sans majorité   |
| Dundee City           |                 | Travailliste    |                 | Sans majorité   |                 | Sans majorité   |                 | Sans majorité   |                 | SNP             |
| East Ayrshire         |                 | Travailliste    |                 | Travailliste    |                 | Travailliste    |                 | Sans majorité   |                 | Sans majorité   |
| East Dunbartonshire   |                 | Travailliste    |                 | Sans majorité   |                 | Sans majorité   |                 | Sans majorité   |                 | Sans majorité   |
| East Lothian          |                 | Travailliste    |                 | Travailliste    |                 | Travailliste    |                 | Sans majorité   |                 | Sans majorité   |
| East Renfrewshire     |                 | Sans majorité   |                 | Sans majorité   |                 | Sans majorité   |                 | Sans majorité   |                 | Sans majorité   |
| City of Edinburgh     |                 | Travailliste    |                 | Travailliste    |                 | Travailliste    |                 | Sans majorité   |                 | Sans majorité   |
| Falkirk               |                 | Travailliste    |                 | Sans majorité   |                 | Sans majorité   |                 | Sans majorité   |                 | Sans majorité   |
| Fife                  |                 | Travailliste    |                 | Travailliste    |                 | Sans majorité   |                 | Sans majorité   |                 | Sans majorité   |
| Glasgow City          |                 | Travailliste    |                 | Travailliste    |                 | Travailliste    |                 | Travailliste    |                 | Travailliste    |
| Highland              |                 | Indépendant     |                 | Indépendant     |                 | Indépendant     |                 | Sans majorité   |                 | Sans majorité   |
| Inverclyde            |                 | Travailliste    |                 | Travailliste    |                 | LibDem          |                 | Sans majorité   |                 | Sans majorité   |
| Midlothian            |                 | Travailliste    |                 | Travailliste    |                 | Travailliste    |                 | Sans majorité   |                 | Sans majorité   |
| Moray                 |                 | SNP             |                 | Sans majorité   |                 | Indépendant     |                 | Sans majorité   |                 | Sans majorité   |
| Na h-Eileanan Siar    | Inexistant      | Inexistant      |                 | Indépendant     |                 | Indépendant     |                 | Indépendant     |                 | Indépendant     |
| North Ayrshire        |                 | Travailliste    |                 | Travailliste    |                 | Travailliste    |                 | Sans majorité   |                 | Sans majorité   |
| North Lanarkshire     |                 | Travailliste    |                 | Travailliste    |                 | Travailliste    |                 | Travailliste    |                 | Travailliste    |
| Orkney                | Inexistant      | Inexistant      |                 | Indépendant     |                 | Indépendant     |                 | Indépendant     |                 | Indépendant     |
| Perth and Kinross     |                 | SNP             |                 | Sans majorité   |                 | Sans majorité   |                 | Sans majorité   |                 | Sans majorité   |
| Renfrewshire          |                 | Sans majorité   |                 | Travailliste    |                 | Travailliste    |                 | Sans majorité   |                 | Travailliste    |
| Scottish Borders      |                 | Sans majorité   |                 | Sans majorité   |                 | Sans majorité   |                 | Sans majorité   |                 | Sans majorité   |
| Shetland              | Inexistant      | Inexistant      |                 | Indépendant     |                 | Indépendant     |                 | Indépendant     |                 | Indépendant     |
| South Ayrshire        |                 | Travailliste    |                 | Travailliste    |                 | Sans majorité   |                 | Sans majorité   |                 | Sans majorité   |
| South Lanarkshire     |                 | Travailliste    |                 | Travailliste    |                 | Sans majorité   |                 | Sans majorité   |                 | Sans majorité   |
| Stirling              |                 | Travailliste    |                 | Sans majorité   |                 | Travailliste    |                 | Sans majorité   |                 | Sans majorité   |
| West Dunbartonshire   |                 | Travailliste    |                 | Travailliste    |                 | Travailliste    |                 | Sans majorité   |                 | Travailliste    |
| West Lothian          |                 | Travailliste    |                 | Travailliste    |                 | Travailliste    |                 | Sans majorité   |                 | Sans majorité   |